# Johann Raskop
Johann Raskop (* 13. November 1911 in Pankow; † 15. Juli 1988 in Berlin) war ein deutscher SED-Funktionär.

## Leben
Raskop wurde als Sohn eines Anstreichers und einer Fabrikarbeiterin geboren. Nach dem Besuch der Volks- und Mittelschule machte er eine Ausbildung zum Friseur. Anschließend war er in diesem Beruf und als Bauarbeiter und Gerüstbauer tätig. 1927 wurde er Mitglied des KJVD, 1932 der KPD. 
Nach der „Machtergreifung“ 1933 beteiligte er sich am Widerstand gegen den Nationalsozialismus in Berlin.  Von Februar bis Juni 1933 war er „Schutzhäftling“ in Berlin-Plötzensee. Danach leistete er illegale Arbeit für die KPD in der Widerstandsgruppe Theo Schulz. Er war im November 1933 erneut kurze Zeit in Haft. Zwischen 1935 und 1938 arbeitete er als Tiefbauarbeiter in verschiedenen Betrieben, dann als Möbelträger und Gerüstbauer. 1940 wurde er zum Kriegsdienst bei der Wehrmacht eingezogen. Raskop war Sanitäts-Unteroffizier in Frankreich, Jugoslawien und an der Ostfront. Von 1944 bis 1948 war er in sowjetischer Kriegsgefangenschaft. In Zjurupinsk besuchte er eine Antifa-Schule und war dann als Propagandist im Fronteinsatz. Von 1946 bis 1948 war er stellvertretender Lagerkommandant.
Nach seiner Rückkehr in die SBZ im Juli 1948 wurde er Mitglied der SED. Er war von 1948 bis 1950 Lehrer an der SED-Kreisparteischule „August Bebel“ in Berlin-Kaulsdorf und von Oktober 1950 bis April 1951 – als Nachfolger von Friedel Hoffmann – Erster Sekretär der SED-Kreisleitung Berlin-Weißensee. Raskop war von April 1951 bis 1953 persönlicher Referent des Ersten Sekretärs der SED-Bezirksleitung Berlin, Hans Jendretzky, dann stellvertretender Leiter, später Leiter der Abteilung Leitende Organe bei der SED-Bezirksleitung Berlin. 1954/55 besuchte er einen Sonderlehrgang an der Parteihochschule beim ZK der KPdSU in Moskau. Anschließend wurde er Instrukteur der Abteilung Leitende Organe, Parteien und Massenorganisationen des ZK der SED. 1955/56 wirkte er als Erster Sekretär der SED-Kreisleitung Berlin-Köpenick. Ab Januar 1957 war er erneut Mitarbeiter des ZK und beauftragter Instrukteur der Abteilung Leitende Organe, Parteien und Massenorganisationen sowie 1958/59 stellvertretender Leiter der Abteilung Organisation des ZK der SED. Er war dann Redakteur der SED-Zeitschrift Neuer Weg (1959–1963) und von 1960 bis 1963 zudem stellvertretender Leiter der Abteilung Parteiorgane im ZK der SED. Von 1963 bis 1969 wirkte er als Zweiter Sekretär der SED-Bezirksleitung Schwerin, ab 1964 dort auch als Sekretär für Organisations- und Kaderfragen. Von 1969 bis 1971 fungierte er als Leiter der Abteilung Kader des Komitees der Arbeiter-und-Bauern-Inspektion.
Johann Raskops Urne wurde auf dem Zentralfriedhof Berlin-Friedrichsfelde in der Gräberanlage für Opfer des Faschismus und Verfolgte des Naziregimes beigesetzt.

## Auszeichnungen
- Vaterländischer Verdienstorden in Silber (1961) und in Gold (1981)
- Banner der Arbeit (1969)
- Ehrenspange zum Vaterländischen Verdienstorden in Gold (1986)